# Északi számi nyelv
A tényleges északi számi nyelv az uráli nyelvcsalád tagja, a finnugor nyelvek közé tartozó számi nyelvek északi csoportjának egyike. Legközelebbi rokonnyelvei a lulei számi és a pitei számi. Ez a legnagyobb számi nyelv, így a legnagyobb presztízzsel rendelkező is. Svédország, Finnország és Norvégia északi területein beszélik, több településen többségben vannak az államalkotó néppel szemben, úgymint a norvégiai Tanában, Kautokeinóban, Kárásjokkban, Nessebyben és a finnországi Utsjokiban.

## A nyelv mai helyzete
Több felsőoktatási intézményben oktatják az északi számi nyelvet, mint például Ouluban, Tromsøben, lehet még számiul tanulni Jokkmokkban, Kárásjokkban.
Hivatalos nyelvnek számít a fent említett norvégiai és finnországi helyeken túl a szintén finnországi Inariban, Enontekiőben és Sodankyläben.

## Az északi számi helyesírás kialakulása
Az elmúlt évszázadokban több próbálkozás akad az északi számi nyelv leírására. A 17-18. századi ábécék a hittérítők munkája volt, a 20. századi helyesírási változatok már nyelvészek feladata volt.
Johannes Jonæ Tornæus (1600 eleje - 1681) próbálta meg először a számi irodalmi nyelvformát kialakítani. 1648-ban írta meg a Mannuale Lapponicum című műve. Tornæus a svéd helyesírás alapján alkotta meg írását, de finn alakokat is használt.
Tornæus után néhány évtizedig nem történtek újabb próbálkozások a számi helyesírás kialakítására. A számi nyelvek jelölésére Svédországban 1744-ben a déli lappot fogadták el a számi fordítások irodalmi normájaként. 1728-ban Morton Lund (1686-1758) tollából megszületett egy ruijai-lapp nyelvű kiadvány: Doktor Marten Lutter Utza katekismusa. Knut Leem (1697-1774) 1748-ban jelentett meg lapp nyelvtanát, ő a mai š-t shi-sel, a č-t zhi-val jelölte. Jaakko Fellman (1795-1876) utsjoki lelkész Máté evangéliumában alkotott újabb betűket, ő a szóeleji zárhangokat a b-, d-, g- helyett p-, t-, k-val helyettesítette.
Knut Leem munkája után Rasmus Rask (1781-1832) javasolt néhány alakot. 1832-ben vezeti be először a đ betűt az egyik számi hang jelölésére. A szláv nyelvekhez hasonlóan ő volt az, aki a č, š, és a ž betű használatát javasolta, valamint a felső ékeztetek bevezetését, amiből mára már csak az á maradt meg. Rask munkáját Nils Joachim Christian Vibe Stockfleth (1787-1866) és Hans Mortenson Molpus (1803-1880) segítette.
Jeans Andreas Friis (1821-1896) Rask és Stockfleth nyomdokain haladva tovább fejlesztette a számi nyelv helyesírását. 1856-ban adta ki számi nyelvtanát. Nagy hiányossága volt, hogy nem jelölte a magánhangzók hosszúságát.
|    | Tornæus írásképe 1648 | Friis írásképe 1856 | Jelenlegi íráskép |
| -- | --------------------- | ------------------- | ----------------- |
| 1  | ahte                  | ofta / okta         | okta              |
| 2  | cuohte                | guöfte / guökt      | guokta            |
| 3  | colme                 | golm / golbma       | golbma            |
| 4  | nelie                 | njælja / njællje    | njeallje          |
| 5  | witte                 | vitta               | vihtta            |
| 6  | cutte                 | gutta               | guhtta            |
| 7  | sietze(m)             | čiečča              | čieža             |
| 8  | cau(h)tze             | gafce / gavce       | gávcci            |
| 9  | autze                 | oufce / ovce        | ovcci             |
| 10 | låge                  | loge                | logii             |

Konrad Nielsen (1875-1953) ötkötetes számi szótárában próbált meg egy fonetikus ábécét létrehozni. Ez a rendszer nem terjedt el nagyobb mértékben a beszélők között, mivel elsajátításához nagyobb nyelvelméleti, nyelvtörténeti ismeretre lett volna szükség.
1950-ben Norvégia és Svédország területén a számi nyelv számára új helyesírási rendszert vezettek be. Ezt Knut Bergsland (1914-1998) és Israel Ruong (1903-1986) állította össze. Ők Nielsen rendszeréből indultak ki. Ugyanebben az évben Finnországban is megszületett egy rendszer, ezt Erkki Itkonen fejlesztette ki, aki Nielsen rendszerén túl Paavo Ravila (1902-1974) tanácsai szerint figyelembe vette. 
Az 1970-es években egyre több kiadvány jelent meg számi nyelven, és az egyre aktívabb, az országhatárokat átívelő együttműködés egy egységes írásrendszert követelt meg. Az 1953 óta létező Számi Tanács 1971-ben Nyelvi bizottságot hozott létre. 1978-ban Arjeplogban elfogadták az új számi helyesírási rendszert, ami azóta mindegyik országban elterjedt.

## Az északi számi ábécé és kiejtés
Az 1985-ben megállapított standard északi számi ábécé a következő betűket tartalmazza, a kiejtésük is itt található.
| A a | Á á | B b | C c  | Č č  | D d | Đ đ | E e  | F f  | G g |
| a   | á   | be  | ce   | če   | de  | đe  | e    | eff  | ge  |
| --- | --- | --- | ---- | ---- | --- | --- | ---- | ---- | --- |
| /ɑ/ | /a/ | /b/ | /ts/ | /tʃ/ | /d/ | /ð/ | /e/  | /f/  | /ɡ/ |
| H h | I i | J j | K k  | L l  | M m | N n | Ŋ ŋ  | O o  | P p |
| ho  | i   | je  | ko   | ell  | emm | enn | eŋŋ  | o    | pe  |
| /h/ | /i/ | /j/ | /k/  | /l/  | /m/ | /n/ | /ŋ/  | /o/  | /p/ |
| R r | S s | Š š | T t  | Ŧ ŧ  | U u | V v | Z z  | Ž ž  |     |
| err | ess | eš  | te   | ŧe   | u   | ve  | ez   | ež   |     |
| /r/ | /s/ | /ʃ/ | /t/  | /θ/  | /u/ | /v/ | /dz/ | /d͡ʒ/ |     |

## Nyelvtan
Az északi számi erősen agglutináló (ragozó) nyelv, így sok közös vonása van más finnugor nyelvekkel.
Esetek
Az északi számiban 6 vagy 7 eset van, attól függően, hogy az ugyanúgy képzendő genitívuszt (birtokos eset) és az akkuszatívuszt (tárgyeset) egynek vesszük-e.
- Nominativus
- Genitivus
- Accusativus
- Locativus
- Comitativus
- Illativus
- Essivus

Az esszívusz (ragja:-n) egyes és többes számban ugyanolyan alakú (mánnán=gyerekként, gyerekekként).

### Alanyeset(Nominativus)
A nominatívusz egyes számban jelöletlen. Többes számban a ragja -t, valamint fokváltakozáson esik át a szó akkor.
|                | Egyes szám | Többes szám |
| -------------- | ---------- | ----------- |
| giehta "kéz"   | giehta     | gieđat      |
| Máhtte "Máté"  | Máhtte     | Máhtet      |
| mánná "gyerek" | mánná      | mánát       |
| áhčči "apa"    | áhčči      | áhčit       |
| dállu "ház"    | dállu      | dálut       |
| viessu "szoba" | viessu     | viesut      |

### Birtokos eset(Genitivus)
A birtokos eset fokváltakozással van jelölve. Többes számban a ragja a fokváltakozáson túl az -id.
|                | Egyes szám | Többes szám |
| -------------- | ---------- | ----------- |
| giehta "kéz"   | gieđa      | gieđaid     |
| Máhtte "Máté"  | Máhte      | Máhtiid     |
| mánná "gyerek" | máná       | mánáid      |
| áhčči "apa"    | áhči       | áhčiid      |
| dállu "ház"    | dálu       | dáluid      |
| viessu "szoba" | viesu      | viesuid     |

### Tárgyeset(Accusativus)
A tárgyesetet ugyanúgy jelölik, mint a birtokos esetet.

### Locativus
A lokatívusz ragja egyes számban -s, többes számban -in. A ragozott alak fokváltakozásban áll. A lokatívusz jelenti azt is, hogy honnan és az is, hogy hol, azaz: Ungáras "Magyarországon" és "Magyarországról". ilyenkor a szövegkörnyezet segít megfejteni a jelentést.
|                | Egyes szám | Többes szám |
| -------------- | ---------- | ----------- |
| giehta "kéz"   | gieđas     | gieđain     |
| Máhtte "Máté"  | Máhtes     | Máhtiin     |
| mánná "gyerek" | mánás      | mánáin      |
| áhčči "apa"    | áhčis      | áhčiin      |
| dállu "ház"    | dálus      | dáluin      |
| viessu "szoba" | viesus     | viesuin     |

### Illativus
Az illatívusz ragja egyes számban -i, többes számban -ide vagy -idda. Egyes számban nem, de többes számban fokváltakozásban áll a ragozott alak. Egyes számban a diftongust tartalmazó alak elveszíti a második magánhangzóját (pl. giehta - gihtii). Az illatívusz azt fejezi ki, hogy hova.
|                | Egyes szám | Többes szám |
| -------------- | ---------- | ----------- |
| giehta "kéz"   | gihtii     | gieđaide    |
| Máhtte "Máté"  | Máhttii    | Máhtiide    |
| mánná "gyerek" | mánnái     | mánáide     |
| áhčči "apa"    | áhččái     | áhčiide     |
| dállu "ház"    | dállui     | dáluide     |
| viessu "szoba" | vissui     | viesuide    |

### Essivus
Az esszívusz ragja az -n, egyes és többes számban is ugyanúgy néz ki, erős fokban áll, azaz nem fokváltakozásban. Az esszívusz azt jelenti, miként.
|                | Egyes és Többes szám |
| -------------- | -------------------- |
| giehta         | giehtan              |
| Máhtte "Máté"  | Máhtten              |
| mánná "gyerek" | mánnán               |
| áhčči "apa"    | áhččin               |
| dállu "ház"    | dállun               |
| viessu "szoba" | viessun              |

## Névmások
Az északi számiban a személyes névmásoknak három száma van, egyes, kettes és többes szám. (Ez nem ritka jelenség, több uráli nyelvben megvan még napjainkban is a kettes szám.)
|                     | Magyar    | nominatívusz | Magyar                | genetívusz/akkuzatívusz |
| ------------------- | --------- | ------------ | --------------------- | ----------------------- |
| 1. személy (egyes)  | én        | mun          | enyém, engem          | mu                      |
| 2. személy (egyes)  | te        | don          | tied, téged           | du                      |
| 3. személy (egyes)  | ő         | son          | övé, őt               | su                      |
| 1. személy (kettes) | mi ketten | moai         | kettőnké, kettőnket   | munno                   |
| 2. személy (kettes) | ti ketten | doai         | kettőtöké, kettőnket  | dudno                   |
| 3. személy (kettes) | ők ketten | soai         | kettőjüké, kettőjüket | sudno                   |
| 1. személy (többes) | mi        | mii          | mienk, minket         | min                     |
| 2. személy (többes) | ti        | dii          | tietek, titeket       | din                     |
| 3. személy (többes) | ők        | sii          | övék, őket            | sin                     |

A következő táblázatban az ő személyes névmás teljes ragozása látható:
|                         | Egyes  | Kettes   | Többes   |
| ----------------------- | ------ | -------- | -------- |
| Nominatívusz            | son    | soai     | sii      |
| Genitívusz/Akkuzatívusz | su     | sudno    | sin      |
| Lokatívusz              | sus    | sudnos   | sis      |
| Illatívusz              | sutnje | sudnuide | sidjiide |
| Komitatívusz            | suinna | sudnuin  | singuin  |
| Esszívusz               | sunin  | sudnon   | sinin    |

## Swadesh-lista
Az északi-számi nyelv Swadesh-listája - 207 északi-számi szó

## Fordítás
- Ez a szócikk részben vagy egészben  a   Pohjoissaame című finn Wikipédia-szócikk ezen változatának fordításán alapul.  Az eredeti cikk szerkesztőit annak laptörténete sorolja fel. Ez a jelzés csupán a megfogalmazás eredetét és a szerzői jogokat jelzi, nem szolgál a cikkben szereplő információk forrásmegjelöléseként.